# École d'ingénieurs de Changins
Pour les articles homonymes, voir EIC.
L'École d'ingénieurs de Changins (EIC) est une fondation inter-cantonale de droit privé qui propose des formations tertiaires en œnologie (HES), viticulture (formation continue) et arboriculture (ES). L'école est la seule institution de Suisse à proposer une formation en œnologie. Elle se situe sur le même site que l'agroscope Changins-Wädenswil qui dépend de l'office fédéral de l'agriculture.

## Historique
Fondée en 1948 sous l'impulsion des cantons francophones, de Berne et du Tessin, l'école répond à un besoin de formation pour les métiers de la viticulture, l’œnologie et l'arboriculture. Implantée à ses débuts à Montagibert (Lausanne), l'école rejoint en 1975 le site de la Station fédérale de recherches agronomiques (Agroscope Changins-Wädenswil) sur le site de Changins à Nyon. Depuis, l'agroscope et l'école ont toujours gardé un lien étroit.

## Élèves célèbres
- Sophie Dugerdil